# Luisa María Frías Cañizares

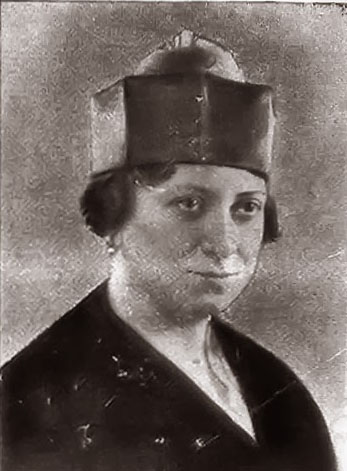
Luisa María Frías Cañizares

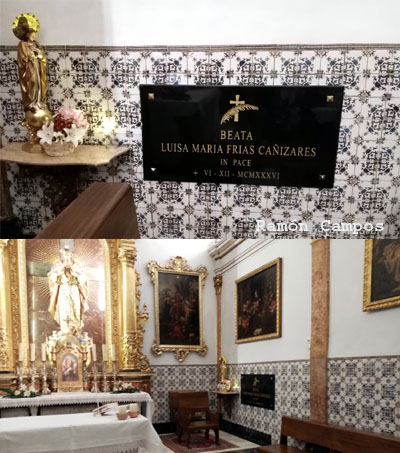
Lápida sepulcral de Luisa María Frías Cañizares en la iglesia Santo Tomás Apóstol y San Felipe Neri. Valencia (España)

Luisa María Frías Cañizares (Valencia, 20 de junio de 1896 - Paterna, 6 de diciembre de 1936) fue una catedrática de la Universidad de Valencia que fue torturada y ejecutada durante los primeros meses de la guerra civil española.

## Biografía
Terminados sus estudios de bachillerato ingresó en la Universidad de Valencia, donde se licenció en Filosofía y Letras, Sección de Historia. Tras unos años en la universidad y dada su gran formación, consiguió plaza como Catedrática Auxiliar de la facultad donde estudió, puesto nada común en los años 1920 que una mujer pudiese ocupar.
Fue una persona soltera y muy religiosa, que a pesar del clima poco favorable a su pensamiento que se vivía en la universidad mantuvo sus principios y prácticas religiosas incólumes y sin ocultarlas en ningún momento, llamando la atención por ser, como se ha dicho, persona abierta a nuevas ideas, lo que hizo siempre compatible con su fe católica. Desarrolló su apostolado seglar en el mundo universitario y en el ámbito parroquial.
Viajó a Lourdes, Roma y Tierra Santa.
Muy activa tanto en la enseñanza como en obras de caridad, fue miembro de Acción Católica y una de las fundadoras de la rama femenina de las Universitarias de Acción Católica en su parroquia de Santo Tomás Apóstol de Valencia. Pasaba largas horas retirada en su habitación entregada a la oración. Era también muy activa en obras de caridad y limosna con los necesitados.

## Detención, Tortura y Fusilamiento
Sin razón alguna excepto por sus pensamientos y opiniones, el 24 de noviembre de 1936 fue detenida en su domicilio por un grupo de frente-populistas que la llevaron al Centro Anárquico de Valencia, donde desde su ingreso fue sometida a tremendas palizas y humillaciones. Trasladada a la checa del Seminario (situada primero en el Banco Vitalicio y luego en el Seminario Conciliar de la C/Trinitarios, dirigida por el anarcosindicalista Manuel Pérez Feliu), permaneció en ella hasta el 5 de diciembre, no dejando de ser desnudada y constantemente maltratada. Además, fue obligada a traspasar todos sus ahorros a los milicianos.
En la madrugada del 5 al 6 de diciembre, por orden de un “tribunal” presidido por Manuel Pérez Feliu, fue trasladada a la localidad de Paterna (Valencia), exactamente al Picadero de Paterna, donde fueron y serían asesinadas cientos de personas provenientes de las varias checas valencianas. Sus maltratadores, que le profesaban una inquina especial, intentaron que renegara de la Fe y blasfemara golpeándola sin piedad. Como no lo conseguían, procedieron a sacarle los ojos con un cuchillo y le cortaron la lengua con unas tijeras. Finalmente, cuando ya prácticamente no se movía, le dispararon. Tenía 40 años.
Su cuerpo fue enterrado en el cementerio de Valencia. Veintidós años después, el 15/05/1958, fue trasladada a la capilla de su parroquia, Santo Tomás Apóstol de Valencia.
El 11/03/2001, el papa Juan Pablo II la beatifico, reconociéndose como mártir de la Iglesia Católica, siendo celebrada su fiesta litúrgica cada 6 de diciembre.

## Ausente en la “Memoria Histórica”
Luisa María Frías Cañizares, que fue humillada, torturada y ejecutada por la sencilla razón de pensar diferente a sus verdugos, no se encuentra como víctima en los registros de la “Memoria Histórica”. Algunos de sus verdugos, que tras la guerra fueron acusados y juzgados (Causa General), considerados culpables, y fusilados por los acontecimientos ocurridos en el Picadero de Paterna, entre otros, se encuentran perfectamente registrados como represaliados por el franquismo tras la Guerra Civil.